# Eysteinn Beli
Eystein (en norvégien) ou Osten (en suédois) Beli (« ventre » en vieux norrois) est un roi de Suède légendaire qui mourut au combat face aux fils de Ragnar Lodbrók.

## Eystein dans les sources scandinaves
- Dans la Saga de Ragnarr aux Braies Velues, Eystein est présenté comme un ami de Ragnar. Les deux rois avaient coutume de se rendre visite. Au cours de l'une de ces visites à Uppsala, Ragnar se fiança à la très belle fille du roi Eystein, Ingibjörg. Mais Ragnar était déjà marié à Kráka, qu'il avait épousée en la pensant fille de paysans. Lorsqu'elle lui révéla sa parenté - elle était la fille de Sigurd et de Brynhild - Ragnar renonça à épouser Ingibjörg. L'amitié avec Eystein fut dès lors rompue, et deux des fils de Ragnar, Eirek et Agnar, partirent guerroyer en Suède. Mais ils se heurtèrent à des forces supérieures, et surtout à la vache d'Eystein, Síbilja, à qui de grands sacrifices étaient faits, et dont le beuglement rendait fous les ennemis des Suédois. Agnar fut tué, et Eirek capturé. Désireux de se réconcilier avec Eirek, Eystein lui offrit sa fille en mariage, mais Eirek ne voulut pas survivre à son frère et demanda à être précipité sur des épieux. Les fils survivants de Ragnar montèrent alors une expédition pour venger leurs frères. Lors du combat contre Eystein, Ívarr Ragnarsson, parvint à tuer la vache Síbilja. Eystein fut alors vaincu et périt[2].

- Le Dit des fils de Ragnarr évoque une version sensiblement différente. Il rapporte que Ragnar, mécontent du succès des expéditions de ses fils, institua Eystein roi de Haute-Suède, à charge pour lui de défendre le royaume. Eirík et Agnar ne s'en rendirent pas moins en Suède et exigèrent d'Eystein qu'il leur cède son royaume. Il refusa et un combat s'engagea. La suite est identique à la version transmise par la saga, sinon que la vache Síbilja n'apparaît pas[3].

- Dans le Krákumál (7), poème censé avoir été composé par Ragnar au moment de sa mort, il est question d'un Eystein qui aurait été tué lors d'un combat contre Ragnar et ses hommes près d'Uppsala.

- La mort des fils aînés de Ragnar est mentionnée dans la Gesta Danorum, qui rapporte qu'un dénommé Osten fut responsable de la mort d'Erik en Suède et qu'Agner périt en cherchant à le venger[4].

- La mort d'Eysteinn face aux fils de Ragnar est enfin rapportée par la Saga de Hervor et du roi Heidrekr qui ajoute qu'il était le fils du roi Harald Hilditön et portait le surnom dinn illráði (« le mauvais »)[5].

- Eystein est aussi connu du Skáldatal. Pas moins de onze scaldes lui auraient en effet été attachés, parmi lesquels Bragi inn gamli et Erp lútandi.